# Liberia LA04
LA04 var namnet på den fjärde svenska kontingenten som skickades från Sverige till den FN-ledda insatsen UNMIL i Liberia.
Förbandet grupperade på Camp Clara i Monrovia tillsammans med irländska förbandsenheter. Sveriges bidrag bestod av ett mekaniserat skyttekompani, stabsofficerare och ett CSE (Contingent Support Element). Förbandet uppgick till cirka 230 officerare och soldater. Huvudansvaret för LA04:s uppsättande var Södra skånska regementet (P 7). 

## Förbandsdelar
- Kontingentschef: Övlt Mikael Johansson, I5 / Övlt Gustaf Fahl HKV
- Skyttekompanichef: Mj Per Nilsson, P7
- Chef CSE: Mj Magnus Ranebo, P7